# Catocala rhodosoma
Catocala rhodosoma là một loài bướm đêm trong họ Erebidae.